# Дискографія Леонарда Коена
Дискографія Леонарда Коена (англ. Leonard Cohen), канадського поета і автора-виконавця, налічує 14 студійних альбомів, 8 концертних альбомів, 5 збірок, 43 сингли і 7 відеокліпів. Всі альбоми музиканта вийшли на лейблі Columbia Records.
Леонард Коен почав свій творчий шлях на ниві белетристики, написавши два романи і п'ять збірок поезії, які принесли йому славу знакової фігури канадського біт-руху. У 32 роки вирішив, що написання пісень - вигідніше заняття, ніж створення поезії і прози — так почалася музична кар'єра канадця.
Половину своїх студійних альбомів випустив у другій половині 1960-х і в 1970-х роках. Ранні платівки Songs of Leonard Cohen, Songs from a Room і Songs of Love and Hate являли собою записи фолк-музики, без інструментального надлишку і з характерним сирим звучанням, завдяки чому їх виконавця стали називати бардом і трубадуром. Проте вже в альбомі New Skin for the Old Ceremony Коен використовував розмаїття струнних та ударних інструментів, а його наступний запис Death of a Ladies' Man спродюсував винахідник техніки "стіна звуку" Філ Спектор.
У 1980-х роках вийшли альбоми Various Positions і i'm Your Man, на яких музикант активно експериментував з синтезатором і почав використовувати жіночий бек-вокал. Реакція Columbia Records на нові захоплення Коена була неоднозначною — довгий час керівництво лейблу відмовлялося випускати Various Positions, вважаючи запис невдалим.
На початку 1990-х поет страждав від важкої депресії, вживав наркотики, не обходився без цигарок і алкоголю. Він випустив лише один альбом — The Future, який став однією з найуспішніших робіт Леонарда. У середині десятиліття виконавець пішов у гірський монастир в районі Лос-Анджелеса, де почав практикувати дзен і отримав ім'я Джикан. У першій половині 2000-х вийшли дві нові платівки — Ten New Songs і Dear Heather, тексти яких Коен написав у залі для медитацій при монастирі.
Незабаром канадський музикант був змушений припинити усамітнення, щоб поправити своє фінансове становище — виявилася пропажа декількох мільйонів доларів, які обманним шляхом зняла з рахунку Коена його колишній менеджер Келлі Лінч. 2008 року виконавець вирушив у багаторічний гастрольний тур, який — з невеликими перервами — тривав до його смерті в 2016-му, а в 2012 році випустив альбом Old Ideas, який став найбільш комерційно успішною працею і здобув канадську премію «Джуно» — аналог американського «Греммі».
22 вересня 2014 року — наступного дня після 80-річчя поета — вийшов альбом Popular Problems («Популярні проблеми»). Попри поважний вік, Леонард розпочав працювати над новим матеріалом, який він з іронією охрестив Unpopular Solutions («Непопулярні рішення»). Першу композицію, «You Want It Darker», музикант представив на свій 82-й день народження, а однойменний альбом вийшов через місяць. На прес-конференції з цієї нагоди Коен спростував чутки про проблеми зі здоров'ям і повідомив аудиторії, що збирається жити вічно. Через два тижні після цього він помер. 
Леонард Коен відомий своїм ретельним підходом до написання пісень, текст «The Future» він переписував десятки разів, над «Hallelujah» працював п'ять років, над «In My Secret Life» — цілих тринадцять. Теми творчості поета — любов і секс, душа і смерть — вічні життєві питання.

## Студійні альбоми
| 1967                                                                          | Songs of Leonard Cohen - Вийшов: 27 грудня        | —  | —  | —    | 13 | —  | —  | — | —  | —  | —  | —  | —  | —  | —  | 83  | —  | —  | —  | —  | —  | DE: Золотий |
| 1969                                                                          | Songs from a Room - Вийшов: 24 березня            | —  | —  | —    | 2  | —  | —  | — | —  | —  | —  | 10 | —  | —  | —  | 63  | —  | —  | —  | —  | —  | |
| 1971                                                                          | Songs of Love and Hate - Вийшов: 19 березня       | 8  | —  | —    | 4  | 27 | 24 | — | —  | —  | —  | 63 | 2  | —  | 11 | 145 | —  | —  | —  | —  | —  | |
| 1974                                                                          | New Skin for the Old Ceremony - Вийшов: 11 серпня | 86 | 2  | —    | 24 | —  | 17 | — | —  | —  | —  | —  | 18 | —  | —  | —   | —  | —  | —  | —  | —  | |
| 1977                                                                          | Death of a Ladies' Man - Вийшов: 13 листопада     | 85 | —  | —    | 35 | —  | —  | — | —  | —  | —  | —  | —  | —  | 20 | —   | —  | —  | —  | —  | 15 | |
| 1979                                                                          | Recent Songs - Вийшов: 27 вересня                 | —  | 24 | —    | —  | —  | 56 | — | —  | —  | —  | —  | —  | —  | —  | —   | —  | —  | —  | —  | —  | |
| 1984                                                                          | Various Positions - Вийшов: 11 грудня             | 52 | 18 | —    | 52 | —  | 43 | — | 99 | —  | —  | 60 | —  | 33 | 3  | —   | 2  | —  | —  | 17 | 12 | FI: Золотий |
| 1988                                                                          | I'm Your Man - Вийшов: 2 лютого                   | —  | 22 | —    | 48 | —  | 32 | — | 84 | 45 | —  | 34 | 16 | —  | 1  | —   | 2  | —  | —  | 9  | 6  | GB: Срібний CA: Золотий NO: 4×платиновий FI: Золотий } SE: Платиновий ES: Платиновий                                              |
| 1992                                                                          | The Future - Вийшов: 24 листопада                 | —  | 5  | —    | 36 | —  | 79 | — | —  | —  | —  | 7  | 56 | 42 | 3  | —   | 19 | —  | —  | 21 | 5  | GB: Срібний CA: 2×платиновий } SE: Золотий                                                                                        |
| 2001                                                                          | Ten New Songs - Вийшов: 9 жовтня                  | 67 | 5  | 3 6  | 26 | 22 | 16 | 1 | 7  | —  | 4  | 4  | 18 | —  | 1  | 143 | 35 | 3  | 49 | 10 | 3  | CA: Платиновий NO: Платиновий PL: Платиновий CH: Золотий } SE: Золотий                                                            |
| 2004                                                                          | Dear Heather - Вийшов: 26 жовтня                  | 98 | 13 | 26 9 | 34 | —  | 19 | 1 | 5  | —  | —  | 5  | 34 | —  | 2  | 131 | 22 | 34 | —  | 13 | 8  | DK: Золотий NO: Золотий PL: Золотий                                                                                               |
| 2012                                                                          | Old Ideas - Вийшов: 31 січня                      | 2  | 2  | 1    | 2  | 1  | 4  | 2 | 2  | 1  | 14 | 1  | 1  | 1  | 1  | 1   | 1  | 4  | 1  | 2  | 2  | AT: Золотий BE: Золотий IE: Золотий CA: Платиновий NZ: Золотий PL: 2×платиновий FI: Золотий FR: Золотий CH: Золотий } SE: Золотий |
| 2014                                                                          | Popular Problems - Вийшов: 22 вересня             | 6  | 1  | 2 1  | 5  | 6  | 4  | 1 | 2  | 3  | 5  | 1  | 1  | 1  | 1  | 15  | 2  | 2  | 1  | 1  | 5  | AT: Золотий CA: Платиновий NZ: Золотий PL: 2×платиновий CH: Золотий                                                               |
| 2016                                                                          | You Want It Darker - Вийшов: 21 жовтня            | 6  | 1  | 5 1  | 4  | 14 | 5  | 1 | 1  | 3  | 8  | 1  | 1  | 1  | 1  | 10  | 7  | 4  | 1  | 2  | 1  | |
| Знак «—» означає, що альбом не потрапив до чарту або не виходив у цій країні. |                                                   |    |    |      |    |    |    |   |    |    |    |    |    |    |    |     |    |    |    |    |    | |

## Концертні альбоми
| 1973                                                                          | Live Songs - Вийшов: 1 квітня                                  | —  | 8  | —     | —  | —  | 30 | —  | —  | —  | —  | —  | —  | — | 156 | —  | —   | —  | —  | —  |                                          |
| 1994                                                                          | Cohen Live - Вийшов: 28 червня                                 | —  | —  | —     | 35 | —  | 97 | —  | —  | —  | 85 | —  | —  | — | —   | —  | —   | —  | 50 | 25 |                                          |
| 2001                                                                          | Field Commander Cohen - Вийшов: 20 лютого                      | —  | —  | —     | —  | —  | —  | —  | —  | —  | —  | —  | —  | — | —   | —  | 109 | —  | —  | —  |                                          |
| 2009                                                                          | Live in London - Вийшов: 31 березня                            | 26 | 9  | 17 4  | 19 | 2  | 13 | 4  | 3  | 7  | 7  | 7  | 4  | 8 | 76  | 7  | 15  | 5  | 23 | 14 | HU: Золотий IE: Золотий CA: 3×платиновий |
| 2009                                                                          | Live at the Isle of Wight 1970 - Вийшов: 19 жовтня             | —  | —  | 71    | 68 | —  | —  | —  | 73 | —  | —  | 56 | —  | — | —   | —  | 161 | —  | —  | —  |                                          |
| 2010                                                                          | Songs from the Road - Вийшов: 14 вересня                       | —  | 7  | 19 5  | —  | 8  | 36 | 23 | —  | 15 | 10 | 26 | 11 | 7 | 112 | 37 | 35  | 8  | 29 | 39 | HU: Золотий PL: Золотий                  |
| 2014                                                                          | Live in Dublin - Вийшов: 2 грудня                              | —  | 33 | 63 31 | 84 | 33 | 53 | —  | —  | 79 | —  | 19 | —  | — | —   | —  | 119 | 87 | 48 | —  |                                          |
| 2015                                                                          | Can’t Forget: A Souvenir of the Grand Tour - Вийшов: 12 травня | 39 | 17 | 44 14 | 18 | 16 | 23 | 28 | 5  | 26 | 8  | 4  | 29 | — | 100 | —  | 110 | 17 | 18 | 39 |                                          |
| Знак «—» означає, що альбом не потрапив до чарту або не виходив у цій країні. |                                                                |    |    |       |    |    |    |    |    |    |    |    |    |   |     |    |     |    |    |    |                                          |

## Збірки
| 1975                                                                          | The Best of Leonard Cohen - Вихід: 1 січня      | — | —  | —     | —  | —  | 43 | —  | 6  | —  | —  | 86 | —  | — | —  | —   | —  | —  | —  | США: Золотий                                         |
| 1997                                                                          | More Best of Leonard Cohen - Вихід: 7 жовтня    | — | 41 | 24 19 | —  | —  | —  | —  | —  | —  | 90 | 69 | —  | 7 | 19 | —   | 45 | —  | 22 | PL: Платиновий                                       |
| 2002                                                                          | The Essential Leonard Cohen - Вихід: 22 октбяря | — | 23 | —     | 70 | 17 | 76 | 17 | 16 | 51 | —  | 10 | 29 | 3 | 6  | 117 | —  | 98 | 8  | NO: Платиновий PL: Золотий FI: Золотий } SE: Золотий |
| 2008                                                                          | The Essential 3.0. - Вихід: 26 серпня           | 9 | —  | —     | 57 | —  | —  | —  | —  | —  | —  | —  | 17 | — | —  | —   | 10 | —  | —  | ї AU: Платиновий                                     |
| 2009                                                                          | Greatest Hits - Вихід: 13 липня                 | — | 28 | —     | 29 | 1  | 51 | —  | —  | —  | —  | —  | —  | — | 34 | —   | —  | —  | —  | ї AU: 2×платиновий DE: Золотий                       |
| Знак «—» означає, що альбом не потрапив до чарту або не виходив у цій країні. |                                                 |   |    |       |    |    |    |    |    |    |    |    |    |   |    |     |    |    |    |                                                      |

## Міні-альбоми
| Рік  | Альбом                                 | Інформація |
| ---- | -------------------------------------- | --- |
| 2012 | Live in Fredericton - Вихід: 21 квітня | Платівка складається з п'яти пісень, записаних 11 травня 2008 року в канадському місті Фредериктон, на першому з 1993 року концерті Леонарда Коена. Міні-альбом вийшов обмеженим тиражем і розповсюджувався лише в День музичного магазину. |

## Сингли
| 1967                                                                         | «Suzanne»                                                  | —  | —     | —  | —  | — | —  | —  | —  | —   | —  | Songs of Leonard Cohen                     |
| 1968                                                                         | «So Long, Marianne / Hey, That’s No Way to Say Goodbye»    | —  | —     | —  | —  | — | —  | —  | —  | —   | —  | Songs of Leonard Cohen                     |
| 1969                                                                         | «Bird on the Wire»                                         | —  | —     | —  | —  | — | —  | —  | —  | —   | —  | Songs from a Room                          |
| 1969                                                                         | «The Partisan»                                             | —  | —     | —  | —  | — | —  | —  | —  | —   | —  | Songs from a Room                          |
| 1971                                                                         | «Joan of Arc»                                              | —  | —     | —  | —  | — | —  | —  | —  | —   | —  | Songs of Love and Hate                     |
| 1971                                                                         | «Diamonds in the Mine»                                     | —  | —     | —  | —  | — | —  | —  | —  | —   | —  | Songs of Love and Hate                     |
| 1971                                                                         | «Dress Rehearsal Rag / Avalanche»                          | —  | —     | —  | —  | — | —  | —  | —  | —   | —  | Songs of Love and Hate                     |
| 1971                                                                         | «The Stranger Song»                                        | —  | —     | —  | —  | — | —  | —  | —  | —   | —  | Songs of Leonard Cohen                     |
| 1971                                                                         | «Winter Lady»                                              | —  | —     | —  | —  | — | —  | —  | —  | —   | —  | Songs of Leonard Cohen                     |
| 1971                                                                         | «So Long, Marianne / Bird on the Wire»                     | —  | —     | —  | —  | — | —  | —  | —  | —   | —  | Songs of Leonard Cohen / Songs from a Room |
| 1973                                                                         | «Passing Through»                                          | —  | —     | —  | —  | — | —  | —  | —  | —   | —  | Live Songs                                 |
| 1974                                                                         | «Lover Lover Lover»                                        | —  | —     | —  | —  | 9 | —  | —  | —  | —   | —  | New Skin for the Old Ceremony              |
| 1975                                                                         | «Tonight Will Be Fine»                                     | —  | —     | —  | —  | — | —  | —  | —  | —   | —  | Songs from a Room                          |
| 1976                                                                         | «Suzanne»                                                  | —  | —     | —  | —  | — | —  | —  | —  | —   | —  | The Best of Leonard Cohen                  |
| 1976                                                                         | «Do I Have to Dance All Night (Live) / The Butcher (Live)» | —  | —     | —  | —  | — | —  | —  | —  | —   | —  | Неальбомный сингл                          |
| 1977                                                                         | «Memories»                                                 | —  | —     | —  | —  | — | —  | —  | —  | —   | —  | Death of a Ladies' Man                     |
| 1977                                                                         | «True Love Leaves No Traces»                               | —  | —     | —  | —  | — | —  | —  | —  | —   | —  | Death of a Ladies' Man                     |
| 1978                                                                         | «Suzanne / Bird on the Wire»                               | —  | —     | —  | —  | — | —  | —  | —  | —   | —  | Songs of Leonard Cohen / Songs from a Room |
| 1979                                                                         | «The Guests»                                               | —  | —     | —  | —  | — | —  | —  | —  | —   | —  | Recent Songs                               |
| 1984                                                                         | «Dance Me to the End of Love»                              | —  | —     | —  | —  | — | —  | —  | —  | —   | —  | Various Positions                          |
| 1984                                                                         | «Hallelujah»                                               | —  | —     | —  | —  | — | —  | —  | —  | —   | —  | Various Positions                          |
| 1986                                                                         | «Take This Waltz»                                          | —  | —     | —  | —  | — | —  | —  | —  | —   | —  | Poets in New York                          |
| 1988                                                                         | «First We Take Manhattan»                                  | —  | —     | —  | —  | — | —  | —  | —  | —   | —  | I'm Your Man                               |
| 1988                                                                         | «I'm Your Man»                                             | —  | —     | —  | —  | — | —  | —  | —  | —   |    | I'm Your Man                               |
| 1988                                                                         | «Ain't No Cure for Love»                                   | —  | —     | —  | —  | — | —  | —  | —  | —   | —  | I'm Your Man                               |
| 1988                                                                         | «Everybody Knows»                                          | —  | —     | —  | —  | — | —  | —  | —  | —   | —  | I'm Your Man                               |
| 1989                                                                         | «I Can't Forget»                                           | —  | —     | —  | —  | — | —  | —  | —  | —   | —  | I'm Your Man                               |
| 1992                                                                         | «Closing Time»                                             | —  | —     | —  | —  | — | —  | 70 | —  | —   | —  | The Future                                 |
| 1992                                                                         | «Democracy»                                                | —  | —     | —  | —  | — | —  | —  | —  | —   | —  | The Future                                 |
| 1993                                                                         | «The Future»                                               | —  | —     | —  | —  | — | —  | —  | —  | —   | —  | The Future                                 |
| 1993                                                                         | «Be for Real»                                              | —  | —     | —  | —  | — | —  | —  | —  | —   | —  | The Future                                 |
| 1994                                                                         | «Dance Me to the End of Love (Live)»                       | —  | —     | —  | —  | — | —  | —  | —  | —   | —  | Cohen Live                                 |
| 1997                                                                         | «Never Any Good»                                           | —  | —     | —  | —  | — | —  | —  | —  | —   | —  | More Best of Leonard Cohen                 |
| 2001                                                                         | «In My Secret Life»                                        | —  | —     | —  | —  | — | —  | —  | —  | —   | —  | Ten New Songs                              |
| 2002                                                                         | «Boogie Street»                                            | —  | —     | —  | —  | — | —  | —  | —  | —   | —  | Ten New Songs                              |
| 2004                                                                         | «The Letters»                                              | —  | —     | —  | —  | — | —  | —  | —  | —   | —  | Dear Heather                               |
| 2007                                                                         | «So Long, Marianne / Bird on the Wire»                     | —  | —     | —  | —  | — | —  | —  | —  | —   | —  | Songs of Leonard Cohen / Songs from a Room |
| 2007                                                                         | «Hallelujah»                                               | 67 | —     | 36 | —  | — | —  | —  | 27 | —   | 16 | The Essential 3.0.                         |
| 2009                                                                         | «The Future (Live) / Suzanne (Live)»                       | —  | —     | —  | —  | — | —  | —  | —  | —   | —  | Live in London                             |
| 2011                                                                         | «Show Me the Place»                                        | —  | 24    | —  | —  | — | —  | —  | —  | —   | —  | Old Ideas                                  |
| 2012                                                                         | «Darkness»                                                 | —  | 35 93 | —  | —  | — | —  | —  | —  | —   | —  | Old Ideas                                  |
| 2014                                                                         | «Almost Like the Blues»                                    | —  | —     | —  | 16 | — | 35 | —  | —  | 133 | —  | Popular Problems                           |
| 2016                                                                         | «You Want It Darker»                                       | —  | 6     | —  | —  | — | —  | —  | —  | 68  | —  | You Want It Darker                         |
| Знак «—» означає, що сингл не потрапив до чарту або не виходив у цій країні. |                                                            |    |       |    |    |   |    |    |    |     |    |                                            |

## Відеоальбоми
| Рік  | Альбом                                                             | Інформація                                                                                         |
| ---- | ------------------------------------------------------------------ | -------------------------------------------------------------------------------------------------- |
| 1988 | Songs from The Life Of Leonard Cohen - Вихід: неможливо встановити | - Тип матеріалу: Концертне відео і документальні записи                                            |
| 2009 | Live in London - Вихід: 31 березня                                 | - Тип матеріалу: Концертне відео - Досягнення: 1 місце в HU; 2 місце в CZ; золотой сертификат в DE |
| 2009 | Live at the Isle of Wight 1970 - Вихід: 19 жовтня                  | - Тип матеріалу: Концертне відео                                                                   |
| 2010 | Bird On A Wire - Вихід: 6 серпня                                   | - Тип матеріалу: Концертне відео і документальні записи                                            |
| 2010 | Songs from the Road - Вихід: 14 вересня                            | - Тип матеріалу: Концертне відео - Досягнення: 17 місце в HU; 8 місце в CZ                         |

## Відеокліпи
| Рік  | Відео                         | Інформація                                                                                |
| ---- | ----------------------------- | ----------------------------------------------------------------------------------------- |
| 1985 | «Dance Me to the End of Love» | Чорно-біле відео, яке зняла французький фотограф і подруга Коена Домінік Іссерман.        |
| 1986 | «Take This Waltz»             | Кольорове відео, яке знімали в домі Федеріко Гарсії Лорки в Гранаді, Іспанія.             |
| 1987 | «First We Take Manhattan»     | Кольорове відео з Коеном і Стіві Реєм Воном на пісню у виконанні Дженніфер Ворнс.         |
| 1988 | «First We Take Manhattan»     | Чорно-біле відео, яке зняв Домінік Іссерман у комуні Трувіль, Франція.                    |
| 1992 | «Closing Time»                | Чорно-біле відео, яке зняв Кертіс Верфріц у нічному клубу «Матадор» в Торонто, Канада.    |
| 1993 | «The Future»                  | Кольорове відео поєднане з підводною зйомкою режисера Кертіса Верфріца.                   |
| 1994 | «Dance Me to the End of Love» | Кольорове відео на концертну версію пісні з альбому Cohen Live: Leonard Cohen in Concert. |
| 2001 | «In My Secret Life»           | Кольорове відео, яке зняла канадська фотограф Флорія Сігізмонді в Торонто і Монреалі.     |

## Бокс-сети
| Рік  | Альбом                                                     | Інформація |
| ---- | ---------------------------------------------------------- | --- |
| 2008 | The Collection - Вихід: 30 червня                          | - Зміст: Songs of Leonard Cohen, Various Positions, I'm Your Man, The Future, Ten New Songs. - Досягнення: 62 місце в VL; 17 місце в FI |
| 2011 | The Complete Studio Albums Collection - Вихід: 10 жовтня   | - Зміст: Всі студійні альбоми, за винятком Old Ideas, який вийшов пізніше. - Досягнення: 72 місце в NL; 33 місце в NO                   |
| 2011 | The Complete Columbia Albums Collection - Вихід: 11 жовтня | - Зміст: Всі студійні альбоми, за винятком Old Ideas, який вийшов пізніше.                                                              |

## Запрошений виконавець
| Рік  | Альбом                                           | Інформація |
| ---- | ------------------------------------------------ | --- |
| 1974 | The Earl Scruggs Revue                           | Альбом Ерла Скраггса, Леонард Коен разом з Джоан Баез виконує пісню «Passing Through».                          |
| 1987 | Famous Blue Raincoat                             | Альбом пісень Коена у виконанні Дженніфер Ворнс, триб'ют канадцеві. Співає власну «Joan of Arc» дуетом з Ворнс. |
| 1990 | Are You Okay?                                    | Альбом синт-поп-колективу Was (Not Was), разом з гуртом виконує пісню «Elvis’ Rolls Royce».                     |
| 1990 | Weird Nightmare: Meditations on Mingus           | Альбом-триб'ют Чарльзу Мінгусу, Коен декламує поему «The Chill of Death» в композиції «Eclipse».                |
| 1993 | Duets                                            | Альбом-збірка дуетів Елтона Джона, Леонард присутній на треку «Born to Lose».                                   |
| 2006 | Leonard Cohen: I’m Your Man                      | Альбом-саундтрек до однойменного біографічного фільму, виконує власну «Tower of Song» разом з U2.               |
| 2007 | Tribute to Paul Simon: Take Me to the Mardi Gras | Альбом-триб'ют учаснику Simon and Garfunkel Полу Саймону, Коен декламує пісню дуету «The Sounds of Silence».    |
| 2007 | River: The Joni Letters                          | Альбом пісень Джоні Мітчелл у виконанні Гербі Генкока, декламація канадця присутня в «The Jungle Line».         |
| 2008 | Born to the Breed: A Tribute to Judy Collins     | Альбом-триб'ют американській співачці Джуді Коллінз, Леонард декламує композицію «Since You've Asked».          |

## Інше
| Рік  | Альбом                                    | Інформація                                                                                           |
| ---- | ----------------------------------------- | --- |
| 1985 | Night Magic - Вихід: неможливо встановити | Тексти Коена і музика Льюїса Ф'юрі, запис позиціюється як саундтрек до однойменного мюзиклу.         |
| 2006 | Blue Alert - Вихід: 19 травня             | Альбом американської співачки Анджані, авторство текстів, аранжування і продюсування Леонарда Коена. |
| 2008 | Book of Longing - Вихід: 11 грудня        | Музична інтерпретація поезій Коена Філіпом Ґлассом, низка композицій включає декламацію Леонарда.    |